# Министерство транспорта Израиля
Министерство транспорта Израиля (ивр. משרד התחבורה‎) — правительственное учреждение государства Израиль, обеспечивает жизнеспособность транспортной инфраструктуры как составной части экономического роста и развития Израиля.

## Области ответственности
- Управление, планирование и строительство инфраструктуры наземного транспорта.
- Управление воздушным транспортом.
- Управление и инфраструктура морского транспорта.
- Обеспечение метеорологических данных.

## Цели работы министерства
- Обеспечение надежного и эффективного наземного, воздушного и морского транспорта.
- Развитие и поддержка комплексной, безопасной, эффективной и экологически устойчивой транспортной инфраструктуры, во взаимодействии со всеми отраслями экономики, и в согласовании с соседними странами.
- Поддержка и содействие международным сухопутным, воздушными и морским перевозкам.
- Содействие безопасному и надежному передвижению людей и грузов по суше, в воздухе и на море.

## Структура министерства
Главой министерства является Министр транспорта Израиля, назначаемый по итогам коалиционных соглашений правительства.
Министерство транспорта Израиля состоит из следующих управлений:
- Управление земельными ресурсами

Обеспеченивает эффективное функционирование наземных транспортных систем и услуг, содействие бесперебойному и безопасному передвижению людей и товаров. Включает контроль транспортных сооружений; дорожного движения; контроль общественного транспорта, такси, частных услуг и аренды.
- Управление администрации движения
  - Отдел лицензирования: отвечает за состояние водителей и транспортных средств, лицензирование и регистрацию, контроль школ вождения и подготовки водителей.
  - Отдел механизации: отвечает за транспортные средства и запасные части, импорт, производство и стандартизацию; экологические проблемы; станции технического осмотра транспортных средств, гаражи и обслуживание; машиностроительное оборудование.

- Управление инфраструктуры и развития

Отвечает за планирование и разработку городской инфраструктуры, дорожной и транспортной инфраструктуры.
- Управление гражданской авиации

Является регулятором в секторе гражданской авиации, в соответствии с законом, стандартизацией и международными договорами, подписанными государством Израиль. Несет ответственность за обеспечение авиационной безопасности, развития, максимального объёма авиационных перевозок, охраны воздушных перевозчиков Израиля; минимализацию воздействия на окружающую среду, осуществление государственной политики в отношении гражданской авиации.
- Управление судоходства и портов

Отвечает за судоходство: причалы, порты, суда и диспетчеров, лицензирование и регистрацию судов, сертификациию моряков и капитанов. Работает в целях обеспечения безопасной, надежной и устойчивой инфраструктуры, бесперебойных морских перевозок; разработка и контроль правил судоходства и политика контроля морских перевозок, портов и причалов, содействие и поддержание международных норм и договоров.
- Управление метеорологической службы

Представляет и контролирует всеобъемлющие метеорологические, климатические и дополнительные услуги, охватывающие все слои израильского общества и экономики, а также активно участвует в прикладных научных исследованиях и международном сотрудничестве.

## Список министров транспорта Израиля
| Номер | Имя                | Должность | Партия             | Сроки                                           |
| ----- | ------------------ | --- | ------------------ | ----------------------------------------------- |
| 1     | Давид Ремез        | Министр транспорта | Мапай              | 14/05/1948 — 01/11/1950                         |
| 2     | Дов Йосеф          | Министр транспорта | Мапай              | 01/11/1950 — 08/10/1951                         |
| 3     | Давид Цви Пинкас   | Министр транспорта | Мизрахи            | 08/10/1951 — 14/08/1952                         |
| 4     | Давид Бен-Гурион   | Министр транспорта как премьер-министр                                                                                                 | Мапай              | 14/08/1952 — 24/12/1952                         |
| 5     | Йосеф Серлин       | Министр транспорта | Сионисты           | 24/12/1952 — 29/12/1953                         |
| 6     | Йосеф Сапир        | Министр транспорта | Сионисты           | 29/12/1953 — 29/06/1955                         |
| 7     | Залман Аран        | Министр транспорта | Мапай              | 29/06/1955 — 03/11/1955                         |
| 8     | Моше Кармель       | Министр транспорта | Авода              | 03/11/1955 — 17/12/1959                         |
| 9     | Ицхак Бен-Аарон    | Министр транспорта | Авода              | 17/12/1959 — 28/05/1962                         |
| 10    | Исраэль Бар-Ихуда  | Министр транспорта | Авода              | 28/05/1962 — 04/05/1965                         |
| 11    | Моше Кармель       | Министр транспорта | Авода              | 04/05/1965 — 15/12/1969                         |
| 12    | Эзер Вейцман       | Министр транспорта | Авода              | 15/12/1969 — 06/08/1970                         |
| 13    | Шимон Перес        | Министр транспорта | Авода              | 06/08/1970 — 10/03/1974                         |
| 14    | Аарон Ярив         | Министр транспорта | Авода              | 10/03/1974 — 03/06/1974                         |
| 15    | Гад Яакоби         | Министр транспорта | Авода              | 03/06/1974 — 20/06/1977                         |
| 16    | Менахем Бегин      | Министр транспорта как премьер-министр                                                                                                 | Ликуд              | 20/06/1977 — 24/10/1977                         |
| 17    | Меир Амит          | Министр транспорта | ДАШ                | 24/10/1977 — 15/09/1978                         |
| 18    | Хаим Ландау        | Министр транспорта | Ликуд              | 15/09/1978 — 05/08/1981                         |
| 19    | Хаим Корфу         | Министр транспорта | Ликуд              | 05/08/1981 — 22/12/1988                         |
| 20    | Моше Кацав         | Министр транспорта | Ликуд              | 22/12/1988 — 13/07/1992                         |
| 21    | Исраэль Кейсар     | Министр транспорта | Авода              | 13/07/1992 — 18/06/1996                         |
| 22    | Ицхак Леви         | Министр транспорта | МАФДАЛ             | 18/06/1996 — 25/02/1998                         |
| 23    | Шауль Яхалом       | Министр транспорта | МАФДАЛ             | 25/02/1998 — 06/07/1999                         |
| 24    | Ицхак Мордехай     | Министр транспорта | Партия Центра      | 06/07/1999 — 30/05/2000                         |
| 25    | Амнон Липкин-Шахак | Министр транспорта | Партия Центра      | 30/05/2000 — 07/03/2001                         |
| 26    | Эфраим Снэ         | Министр транспорта | Авода              | 07/03/2001 — 02/11/2002                         |
| 27    | Ариэль Шарон       | Министр транспорта как премьер-министр                                                                                                 | Ликуд              | 02/11/2002 — 15/12/2002                         |
| 28    | Цахи Ханегби       | Министр транспорта | Ликуд              | 15/12/2002 — 28/02/2003                         |
| 29    | Авигдор Либерман   | Министр транспорта | НДИ                | 28/02/2003 — 06/06/2004                         |
| 30    | Меир Шитрит        | Министр транспорта | Ликуд              | 06/06/2004 — 04/05/2006                         |
| 31    | Шауль Мофаз        | Министр транспорта и безопасности дорожного движения                                                                                   | Кадима             | 04/05/2006 — 31/03/2009                         |
| 32    | Исраэль Кац        | Министр транспорта, национальной инфраструктуры и безопасности дорожного движения Министр транспорта и безопасности дорожного движения | Ликуд              | 31/03/2009 — 14/05/2015 14/05/2015 — 17/06/2019 |
| 33    | Бецалель Смотрич   | Министр транспорта и безопасности дорожного движения                                                                                   | Союз правых партий | 17/06/2019 — 17/5/2020                          |
| 34    | Мири Регев         | Министр транспорта и безопасности дорожного движения                                                                                   | Ликуд              | 17/06/2019 — 13/6/2021                          |
| 35    | Мейрав Михаэли     | Министр транспорта и безопасности дорожного движения                                                                                   | Авода              | 13/6/2021 — 29/12/2022                          |
| 36    | Мири Регев         | Министр транспорта и безопасности дорожного движения                                                                                   | Ликуд              | с 29/12/2022                                    |